# Irakli Javakhadze
Irakli Javakhadze (en georgiano ირაკლი ჯავახაძე; Tiflis, 3 de mayo de 1968) es un escritor y traductor georgiano. Es hijo del poeta Vakhtang Javakhadze.

## Biografía
Después de graduarse en el departamento de Filología de la Universidad Estatal Ivane Javakhishvili de Tiflis en 1990, Javakhadze comenzó a publicar regularmente sus cuentos en distintas revistas.  Durante su carrera ha trabajado para varias publicaciones literarias: en 2005 se convirtió en editor del periódico literario Parnassus y desde 2009 trabaja como editor de Literaturuli Gazeti. En su faceta de traductor, ha traducido La maleta de Sergei Dovlatov, así como varias obras de Charles Bukowski.

## Obra
Irakli Javakhadze debutó en el mundo literario con la colección de cuentos Lo primero, publicada en 1997. En 1999 su obra Los caballeros de la lista negra (1998) fue dramatizada para la radio por Levan Lortkipanidze, y en 2002 se adaptó para el escenario por Nugzar Lortkipanidze, siendo representada en el teatro Lado Meskhishvili de Kutaisi.
Su libro Tres viejas historias (სამი ძველი მოთხრობა, 2010) incluye tres relatos: Kolya, La historia completamente inventada y Un hombre cero. El lector se ve reflejado en estos textos, identificándose con el dolor, la pérdida y la victoria, o el amor y la falta del mismo. El primero de estos relatos fue incluido en la antología Contemporary Georgian Fiction publicada en 2012 en Estados Unidos, junto a relatos de Aka Morchiladze, Lasha Bugadze, Davit Kartvelishvili y Zurab Lezhava, entre otros.